# Head of the Charles

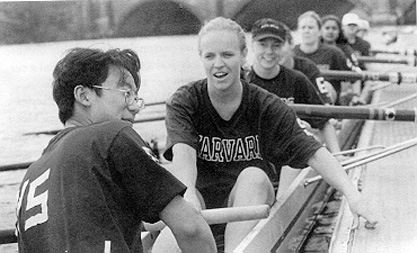
Het vrouwenteam van de Kennedy School van Harvard dat zich buiten het Weld Boathouse voorbereidt op de roeiwedstrijden van de Head of the Charles

De Head of the Charles Regatta is een roeiwedstrijd die sinds 1965 jaarlijks in oktober gehouden wordt op de Charles River in Massachusetts, op het deel van de rivier dat Boston van Cambridge scheidt. Voor Amerika is dit een van de topplaatsen voor de roeiwereld.
De organisatie van de eerste wedstrijd was oorspronkelijk in handen van de Cambridge Boat Club (uit Cambridge, Massachusetts), maar is tegenwoordig in handen van een zelfstandig orgaan met een professionele staf, overigens wel benoemd door de CBC. De Regatta is in de loop van 40 jaar ook gegroeid tot een enorm evenement, met 7000 deelnemers en 300.000 toeschouwers.
Aan de wedstrijd doen ploegen uit de hele wereld mee, maar het overgrote deel wordt gevormd door de Amerikaanse universiteitsploegen. Nederlandse afvaardigingen zijn er soms, bijvoorbeeld in 2004 toen de dames-acht van Nereus de wedstrijd won. De Holland Acht III deed ook mee, en werd tweede na Cambridge.